# Varronia bullata
Varronia bullata är en strävbladig växtart. Varronia bullata ingår i släktet Varronia och familjen strävbladiga växter.

## Underarter
Arten delas in i följande underarter:
- V. b. bullata
- V. b. humilis